# Slovo (paměťová jednotka)
Hovoříme-li o počítačích, označujeme pojmem slovo (používá se i anglický výraz word) největší počet bitů, se kterým počítač pracuje, když zpracovává data. Velikost slova je důležitou veličinou při návrhu počítačové architektury. Slovo se
dělí na dvě půlslova (halfword).
Velikostí slova je ovlivněno mnoho dalších parametrů počítače:
- Například registry procesoru mají většinou velikost slova.
- Typická číselná hodnota, se kterou počítač pracuje (např. v programovacím jazyce C se označuje int) má též velikost jednoho slova.
- Adresa jednoznačně určující místo v paměti má většinou velikost slova.

Dnešní počítače mají většinou velikost slova stanovenou na 16, 32 nebo 64 bitů. V historii bylo používáno i mnoho dalších velikostí (12, 36, 60…), některé počítače dokonce nepracovaly v desítkové soustavě (místo dvojkové) a měly slova o velikosti 10 nebo 12 číslic (v tomto případě nešlo o bity), jiné počítače ani neměly pevně stanovenou délku slova.

## Ve Windows API
Mikroprocesory používané dnes v osobních počítačích jsou v drtivé většině založeny na architektuře x86 (např. Intel Pentium a AMD Athlon). Architektura x86 přitom zahrnuje několik generací. Například u procesorů Intel 8086 a 80286 je šířka slova 16 bitů, u IA-32 (Pentium) je to 32 bitů a u IA-64 je šířka slova 64 bitů. Avšak všechny tyto procesory současně podporují i instrukční sady předchozích generací.
Windows API (základní knihovna operačního systému Windows) proto definuje typ WORD jako 16 bitů, v návaznosti na typy BYTE a DOUBLEWORD. Následně byly názvy pro bezznaménkové celočíselné datové typy pevné bitové šířky definovány odlišně v normě jazyka C (viz tabulka).
| Windows API | jazyk C  | překlad                                  | velikost |
| ----------- | -------- | ---------------------------------------- | -------- |
| BYTE        | uint8_t  | bajt, slabika                            | 8 bitů   |
| WORD        | uint16_t | slovo                                    | 16 bitů  |
| DWORD       | uint32_t | zkratka pro "double word", tj. dvouslovo | 32 bitů  |

## Tabulka velikostí slova
| Rok                                                                                              | Počítač Architektura              | Velikost slova w | Velikost celého čísla                | Velikost desetinného čísla | Velikost instrukce   | Velikost odkazu do paměti |
| ------------------------------------------------------------------------------------------------ | --------------------------------- | ---------------- | ------------------------------------ | -------------------------- | -------------------- | ------------------------- |
| 1941                                                                                             | Zuse Z3                           | 22 b             | –                                    | w                          | 8 b                  | w                         |
| 1942                                                                                             | ABC                               | 50 b             | w                                    | –                          | –                    | –                         |
| 1944                                                                                             | Harvard Mark I                    | 23 d             | w                                    | –                          | 24 b                 | –                         |
| 1946 (1948)                                                                                      | ENIAC                             | 10 d             | w                                    | –                          | – (2d )              | –                         |
| 1951                                                                                             | Univac I                          | 12 d             | w                                    | –                          | ½w                   | w                         |
| 1952                                                                                             | IAS machine                       | 40 b             | w                                    | –                          | ½w                   | w                         |
| 1952                                                                                             | IBM 701                           | 36 b             | ½w, w                                | –                          | ½w                   | ½w                        |
| 1953                                                                                             | IBM 702                           | n d              | 0d, ... 511d                         | –                          | 5d                   | d                         |
| 1954                                                                                             | IBM 650                           | 10 d             | w                                    | w                          | w                    | w                         |
| 1954                                                                                             | IBM 704                           | 36 b             | w                                    | w                          | w                    | w                         |
| 1954                                                                                             | IBM 705                           | n d              | 0d, ... 255d                         | –                          | 5d                   | d                         |
| 1959                                                                                             | IBM 1401                          | n d              | 1d, ...                              | –                          | d, 4d, 5d, 7d, 8d    | d                         |
| 1959                                                                                             | IBM 1620                          | n d              | 2d, ...                              | 4d, ... 102d               | 12d                  | d                         |
| 1960                                                                                             | LARC                              | 12 d             | w, 2w                                | w, 2w                      | w                    | w                         |
| 1960                                                                                             | PDP-1                             | 18 b             | w                                    | –                          | w                    | w                         |
| 1961                                                                                             | IBM 7030 (Stretch)                | 64 b             | 1b, ... 64b, 1d, ... 16d             | w                          | ½w, w                | b, ½w, w                  |
| 1962                                                                                             | IBM 7094                          | 36 b             | w                                    | w, 2w                      | w                    | w                         |
| 1964                                                                                             | CDC 6600                          | 60 b             | w                                    | w                          | ¼w, ½w               | w                         |
| 1965                                                                                             | IBM 360                           | 32 b             | ½w, w, 1d, ... 16d                   | w, 2w                      | ½w, w, 1½w           | 8 b                       |
| 1965                                                                                             | UNIVAC 1108                       | 36 b             | 1/6w, ¼w, 1/3w, ½w, w                | w, 2w                      | w                    | w                         |
| 1965                                                                                             | PDP-8                             | 12 b             | w                                    | –                          | w                    | w                         |
| 1970                                                                                             | PDP-11                            | 16 b             | w                                    | 2w, 4w                     | w, 2w, 3w            | 8 b                       |
| 1971                                                                                             | Intel 4004                        | 4 b              | w                                    | –                          | 2w, 4w               | w                         |
| 1972                                                                                             | Intel 8008                        | 8 b              | w                                    | –                          | w, 2w, 3w            | w                         |
| 1975                                                                                             | Cray-1                            | 64 b             | 24 b, w                              | w                          | ¼w, ½w               | w                         |
| 1978 (1980)                                                                                      | Intel 8086 (w/Intel 8087)         | 16 b             | 8 b, w (w, 2w, 4w)                   | – (2w, 4w, 5w, 17d)        | 8, 16, 24, ... 112 b | 8 b                       |
| 1978                                                                                             | VAX-11/780                        | 32 b             | 8 b, ½w, w, 1d, ... 31d, 1b, ... 32b | w, 2w                      | TBD                  | 8 b                       |
| 1979                                                                                             | Motorola 68000                    | 32 b             | 8 b, ½w, w                           | –                          | ½w, w, ... TBD       | 8 b                       |
| 1982 (1983)                                                                                      | Motorola 68020 (w/Motorola 68881) | 32 b             | 8 b, ½w, w                           | – (w, 2w, 2½w)             | ½w, w, ... TBD       | 8 b                       |
| 1985                                                                                             | MIPS                              | 32 b             | 8 b, ½w, w                           | w, 2w                      | w                    | 8 b                       |
| 1991                                                                                             | PowerPC                           | 32 b             | 8 b, ½w, w                           | w, 2w                      | w                    | 8 b                       |
| 2000                                                                                             | Itanium (IA-64)                   | 64 b             | 8 b, ¼w, ½w, w                       | ½w, w                      | 41 b                 | 8 b                       |
| zkratky: b: bity, d: desítkové číslice, w: velikost slova v dané architektuře, n: různá velikost |                                   |                  |                                      |                            |                      |                           |